# Wet van Mozes

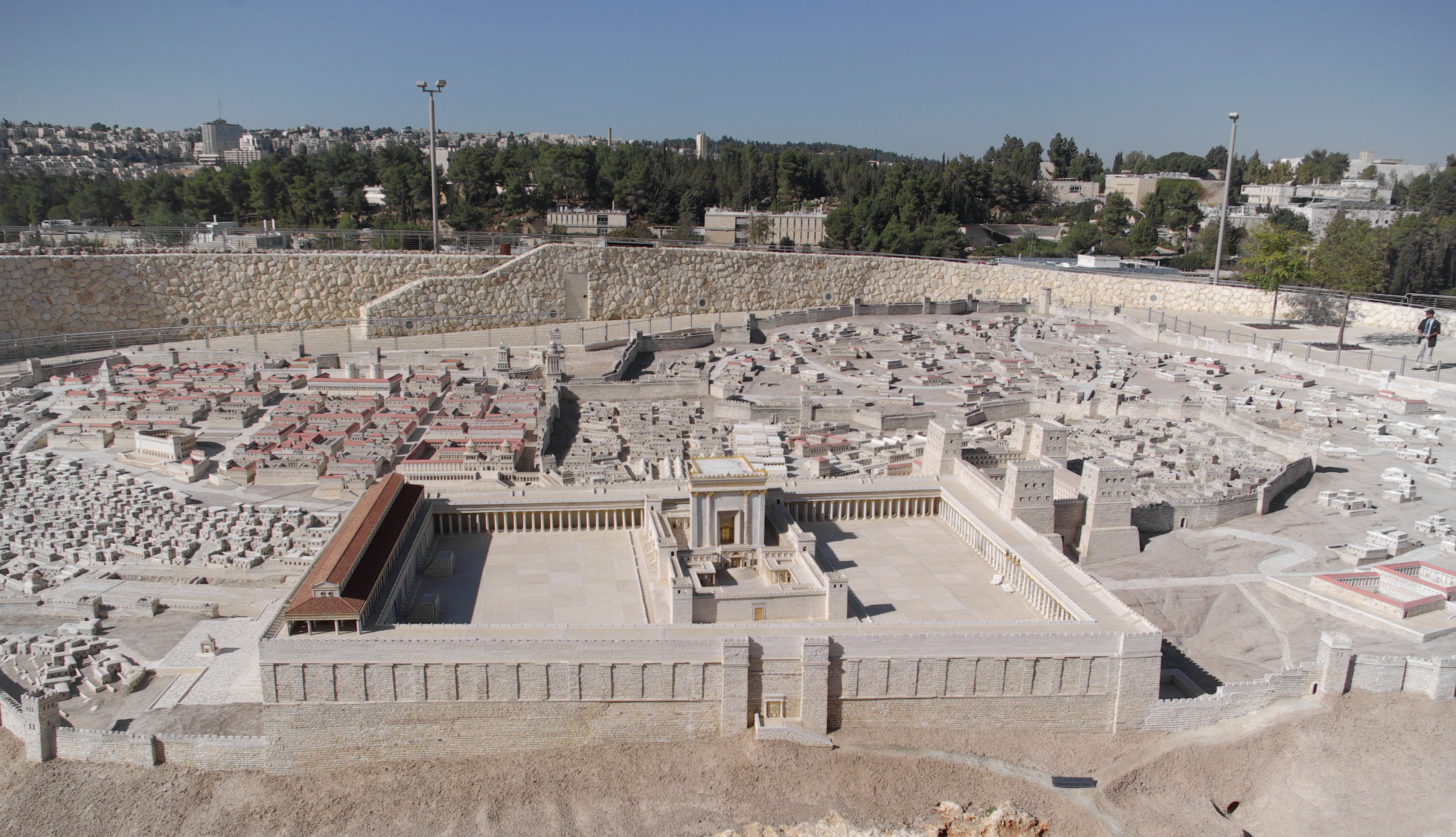
Maquette van de Tempel van Jeruzalem

De Wet van Mozes of Mozaïsche wet (Hebreeuws: תֹּורַת מֹשֶׁה, Torat Moshe; in de Septuagint: νόμος Μωυσῆ, nómos Mōusē, "woord van Mozes", "leer van Mozes") is de naam die in de Hebreeuwse Bijbel wordt gegeven aan de religieuze wet van de Israëlieten (Jozua 8:31). Het is in bredere zin ook een aanduiding van de eerste vijf boeken van de Hebreeuwse Bijbel, omdat deze traditioneel aan Mozes werden toegeschreven. Deze "Vijf boeken van Mozes" staan in het jodendom bekend als de Thora ("Wet"). In vakliteratuur worden ze ook wel Pentateuch genoemd.

## Gebruik van de term
In de Hebreeuwse Bijbel worden meerdere termen gebruikt voor (door God gegeven) geboden, zoals mišpātîm, chuqqîm, miṣwôt, dǝvārîm. De term tôrāh heeft een bijzondere rol, maar is niet uitsluitend een verwijzing naar de Wet van Mozes (zie bijvoorbeeld Deuteronomium 33:10; Jeremia 18:18; Hosea 4:6; Spreuken 1:8; 3:1; 6:20; 13:14; 28;4,7,9; 31:26). Naar de Wet van Mozes werd verwezen met sefær ha-tôrāh, "wetboek" (Deuteronmium 28:61), sefær tôrat mošæh, "boek met de Wet van Mozes" (Nehemia 8:1) of sefær tôrat hā-´älohîm, "boek met de Wet van God" (Nehemia 8:8,18).
De Wet van Mozes was in elk geval een aanduiding die breder was dan alleen van de Tien Geboden. Volgens rabbijnse traditie bevat de Thora 613 mitswot, geboden en verboden. Sommige van deze wetten zijn alleen van toepassing op mannen of op vrouwen, op priesters (kohaniem) of op leden van de stam van Levi, op personen die zich met de landbouw bezighouden. Vele geboden en verboden zijn niet meer relevant, omdat zij betrekking hebben op de periode toen de Joodse tempel nog bestond.

## Ontstaan
De boeken van de Hebreeuwse Bijbel, inclusief de Thora, zijn het resultaat van een redactieproces dat vele eeuwen heeft geduurd. De reconstructie van dit proces wordt ook wel de documentaire hypothese genoemd. De boeken kregen vorm in de periode van de 8e eeuw v.Chr. tot de 2e eeuw v.Chr. Hierdoor vertonen deze boeken invloeden van andere culturen die in een bepaalde periode dominant waren. Dit geldt vooral voor die van het Babylonische en Perzische rijk.
De Wet van Mozes kreeg zijn definitieve vorm tegen het een einde van de Perzische periode of de vroege hellenistische periode, hoewel in de periode van de Tweede Tempel nog steeds wijzigingen in de tekst mogelijk waren. Dit wordt aangetoond door verschillen in de versies (Septuagint, Dode Zee-rollen, Samaritaanse Pentateuch). Na de periode van aanpassingen, volgde de periode van interpretatie.

## Interpretatie binnen het jodendom
De Thora werd de centrale identiteit van het oude jodendom. In vroeger onderzoek van het Nieuwe Testament werd de conclusie getrokken dat het oude jodendom een "wetsreligie" of zelfs een "religie van de werkgerechtigheid" was. Dit standpunt is bij recentere studies verlaten. Vooral het werk van E.P. Sanders is hierin baanbrekend geweest. Zijn these van het "verbondennomisme" wordt breed ondersteund: de Torah is de door God gegeven levensorde voor zijn uitverkoren volk, wat het mogelijk maakt om in een verbond met hem te blijven.
Naar Grieks model werd de Torah in het oude judaïsme begrepen als de "vaderlijke wet" van het Joodse volk (2 Makkabeeën 6:1; 8:21; 3 Makkabeeën 1:23), die door Mozes als nomothétēs, "wetgever" was gegeven. Met name de besnijdenis, het naleven van de sjabbat en van de voedselwetten werden identiteitskenmerken ten opzichte van niet-joden, "heidenen". Met apologetische bedoelingen wezen auteurs als Josephus op de morele uitmuntendheid van de joodse wetten, die ook voor buitenstaanders begrijpelijk zou zijn.

### Misjna
De meeste religieuze Joden volgens niet alleen de Thora, maar ook de Misjna, de mondelinge wet, die inmiddels wel is vastgelegd. Het rabbijnse jodendom heeft altijd gesteld dat de geschreven boeken van de Thora op hetzelfde moment door God aan Mozes werden gegeven als de mondelinge wet. Zij baseren zich hierin op de tekst van de Thora, waarin vele woorden ongedefinieerd blijven en vele procedures zonder verklaring of instructies worden vermeld; dit, stellen zij, betekent dat de lezer verondersteld wordt met andere details vertrouwd te zijn, en daaronder vallen de mondelinge bronnen. Er bestaan en bestonden echter ook joodse groepen die zich alleen op de geschreven tekst van de Thora baseren, namelijk de Sadduceeërs, Beta Israël en de Karaïeten.
De Misjna, die gezien kan worden als parallelle reeks van materiaal aan de Thora, werd oorspronkelijk mondeling overgebracht. In 3e eeuw n.Chr. werd tegen de tijd van Rabbijn Jehoeda Hanassi veel van het mondelinge materiaal vastgelegd. In de loop van de volgende vier eeuwen onderging deze wet bespreking en debat door joodse gemeenschappen in zowel het land van Israël als in Babylonië. Er zijn commentaren op de Misjna geschreven die gebundeld werden en bekend zijn geworden als de Talmoeds van Babylonië en die van het land van Israël. Deze zijn op hun beurt weer becommentarieerd door vele Thora-geleerden.

### Halacha
De huidige Halacha, de rabbijnse levensvoorschriften, zijn gebaseerd op een gecombineerde lezing van de Thora en de mondelinge traditie - de Misjna, Midrasj, Talmoed en de vele commentaren daarop. Doordat de Halacha een precedent-gebaseerd systeem is, heeft het zich langzaam ontwikkeld. De literatuur van vragen aan rabbijnen en hun overwogen antwoorden, worden opgenomen in de responsa-literatuur. Dit wordt in het Hebreeuws aangeduid met sjeëlot oetesjoewot, "vragen en antwoorden". Aangezien er altijd weer vragen rijzen, blijven praktijken zich ontwikkelen. Daarom worden codes van de joodse wet geschreven die op responsa gebaseerd zijn; de voornaamste code daarvan, de Sjoelchan Aroech, bepaalt grotendeels de joodse religieuze praktijk tot vandaag de dag. Een voorbeeld kan zijn de vraag of met de sjabbat een lift gebruikt kan worden, die aanleiding vindt in moderne ontwikkelingen.